# Dicranomyia (Nealexandriaria) prominens
Dicranomyia (Nealexandriaria) prominens is een tweevleugelige uit de familie steltmuggen (Limoniidae). De soort komt voor in het Oriëntaals gebied.